# Polishäst

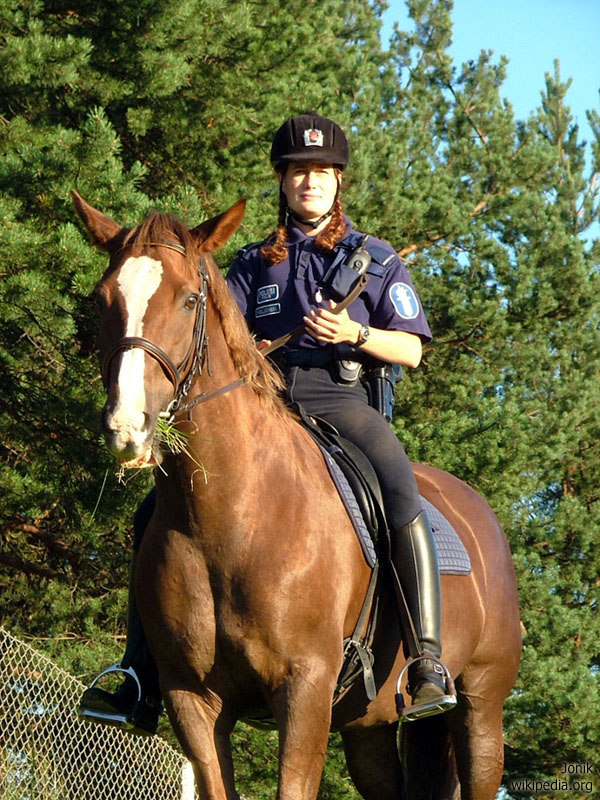
Finländsk ridande polis

Polishästar kallas de hästar som används av ridande poliser. Polishästen är ingen speciell uppfödd hästras, men de ridande poliserna har stora krav på sina hästar som de väljer efter temperament, mod och typ. Dessa typer avlas fram på speciella stuterier tillhörande polisstyrkan. Detta sker bland annat i England och Kanada. 

## Historia
Beridna poliser har funnits sedan 1700-talet och den äldsta ridande poliskåren är Londons Bow Street Horse Patrol som bildades 1758. Med tiden ställdes fler och större krav på de hästar som skulle användas inom de beridna enheterna och i England fastställde man en typ av häst som skulle användas. Basen var Hunterhästar som är en speciell typ av häst med mer än 50 % engelskt fullblod i sig. För att lugna ner hästen lite korsas hunterhästarna med vagn- och körhästar som har stabilare temperament. 

## Avel

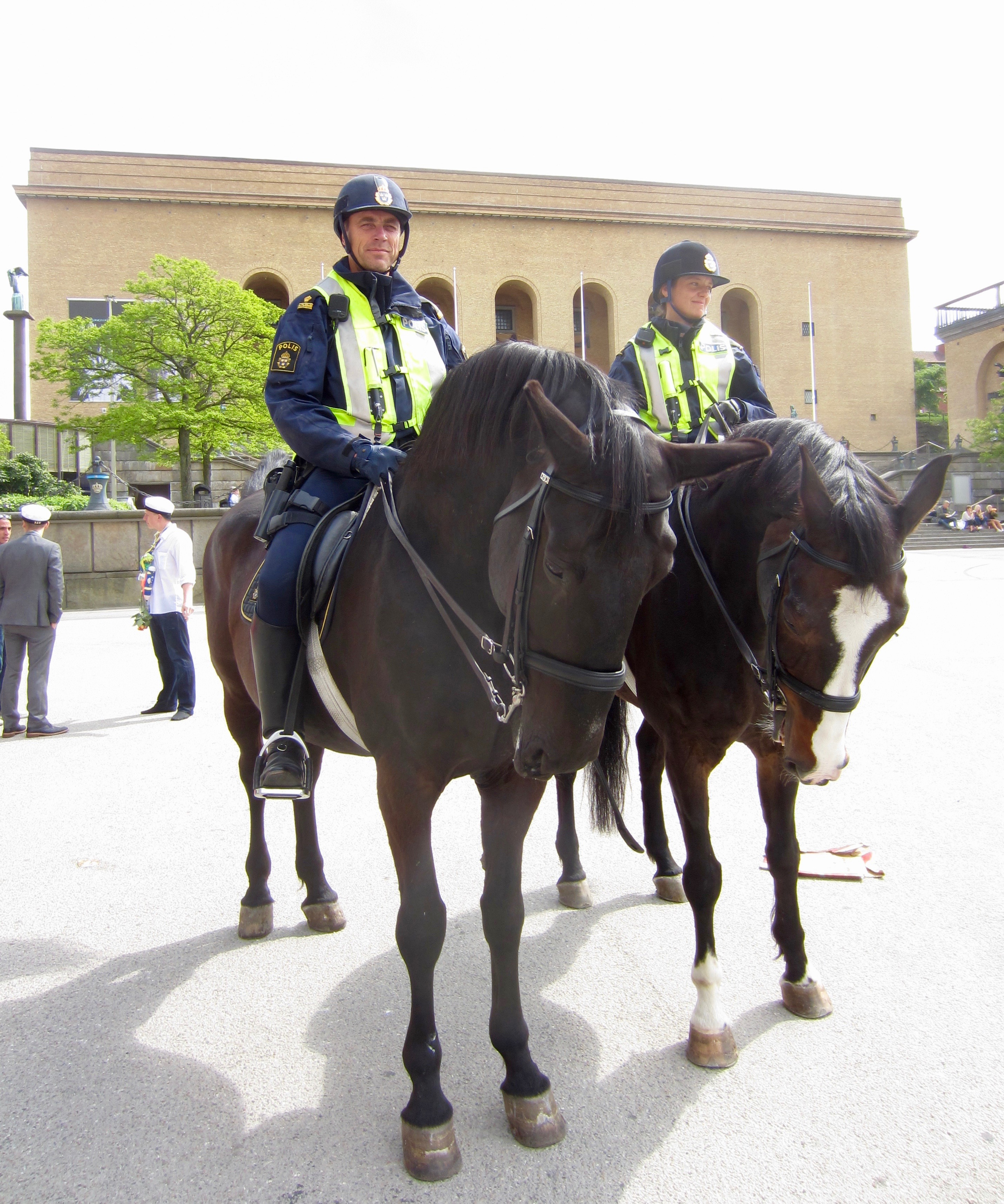
Två svenska polishästar i tjänst vid Götaplatsen i Göteborg med en kvinnlig och en manlig ridande polis i sadeln.

Idag sker den främsta aveln av polishästar av poliskårernas privata stuterier. I Sverige används vanligen olika europeiska varmblodshästar men man avlar inte efter rasrenhet. Liknande avel sker även i USA och Kanada för att få fram de perfekta polishästarna. I just USA och Kanada är det vanligare med ridande poliser, speciellt i många parker och nationalparker där motordrivna fordon är förbjudna. De mest kända beridna enheterna är Royal Canadian Mounted Police, som är kända för sina röda jackor. Men idag är Indien det land som har flest antal ridande poliser och där använder man sig gärna av inhemska raser som Kathiawari, Marwarihäst eller det indiska halvblodet. Spanien är dock det enda land idag som enbart använder sig av en specifik ras då man främst rider på inhemska Andalusierhästar.

## Träning
Polishästar genomgår ofta en intensiv träning redan som unghästar för att vänja dem vid plötsliga ljud, pistolskott, trafik och stora samlingar med människor. I Storbritannien börjar hästarna utbildas i ca 3-4 års ålder och går igenom intensiva utbildningar. Man håller stenhård koll på varje enskild häst och minsta tecken på nervositet gör att hästen sållas bort. Hästarna åker tillbaka på omutbildning en gång om året. Under träningarna går man metodiskt igenom allt som kan hända en polishäst i tjänst. En vanlig övning kan t.ex. bestå av att hästen får gå under en fallen presenning, eller eventuellt över denna. 
En häst som ska vara polishäst måste absolut kunna behålla lugnet i alla situationer. Snabbhet, vighet, mod och framkomlighet är också krav som ställs på polishästarna. Trafikvana är ett absolut måste. I Spanien tränas de andalusiska hästarna i att på kommando börja rygga (backa) och samtidigt slå bakut med bakbenen, något som effektivt skingrar oroliga samlingar eller avskräcker en anfallande människa. 

## Övrig fakta om Polishästar
- I Förenta Staterna står polishästar sedan 2014 under federalt lagskydd och den som angriper eller skadar en polishäst eller polishund få 1000 USD i böter och upp till 10 års fängelse.[1]
- I England ställer polishästarna ofta upp i hästshower och parader och det finns till och med tävlingar för polishästar.
- Den mest kända beridna enheten är Kanadas ridande polis, de så kallade "rödjackorna".
- Indien är det land som har flest beridna poliser.
- I Kentucky Horse Park, som är en 400 hektar stor park, tillägnat till hästens ära, används enbart ridande poliser på patrullerna då de har lättare och snabbare att komma fram än gående poliser och fordon.
- Spanien är det enda land som använder en specifik ras som polishäst. De använder sin inhemska Andalusier som tränas till att rygga samtidigt som de sparkar bakut för att effektivt skingra folkmassor eller bråkstakar. Även Italien använder en inhemsk hästras, Salerno, men också brittiska polishästar.
- Oftast används valackar, då de har fogligare temperament än ston, men i Barcelona i Spanien rider man på hingstar.
- Vid upplopp kan polishästarna få speciella visir som skyddar huvudet och ögonen.
- Den mest kända svenska polishästen var en fuxvalack som hette Utter. Två böcker har getts ut om Utters liv och egenskaper.
- Inom ridandepolisen i Sverige finns det endast 3 godkända pälsfärger på hästarna och det är Fux, brun eller mörkbrun. Detta är för att det ska vara svårt att skilja på hästarna.

## Bildgalleri

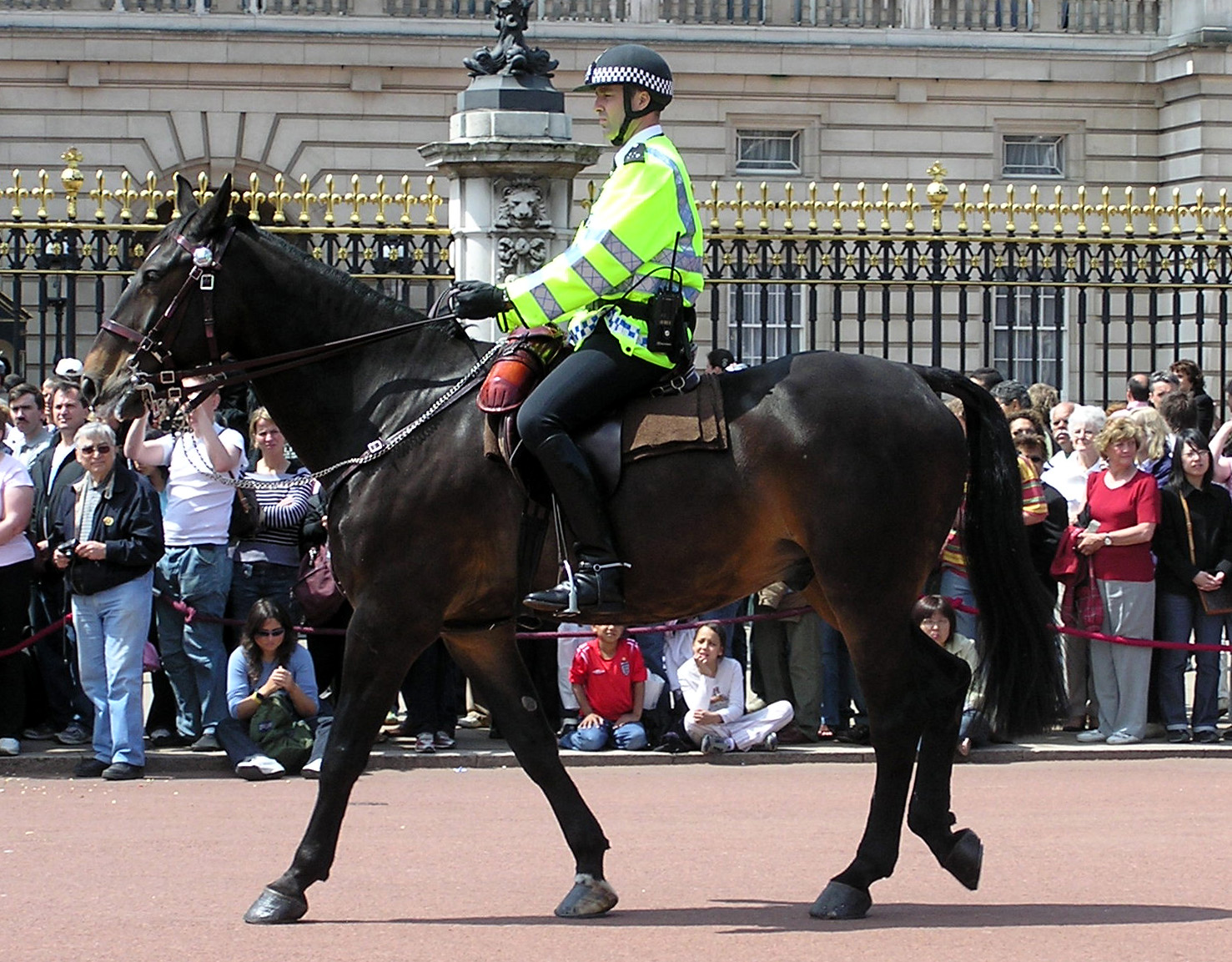
Brittisk ridande polis från Metropolitanpolisen utanför Buckingham Palace
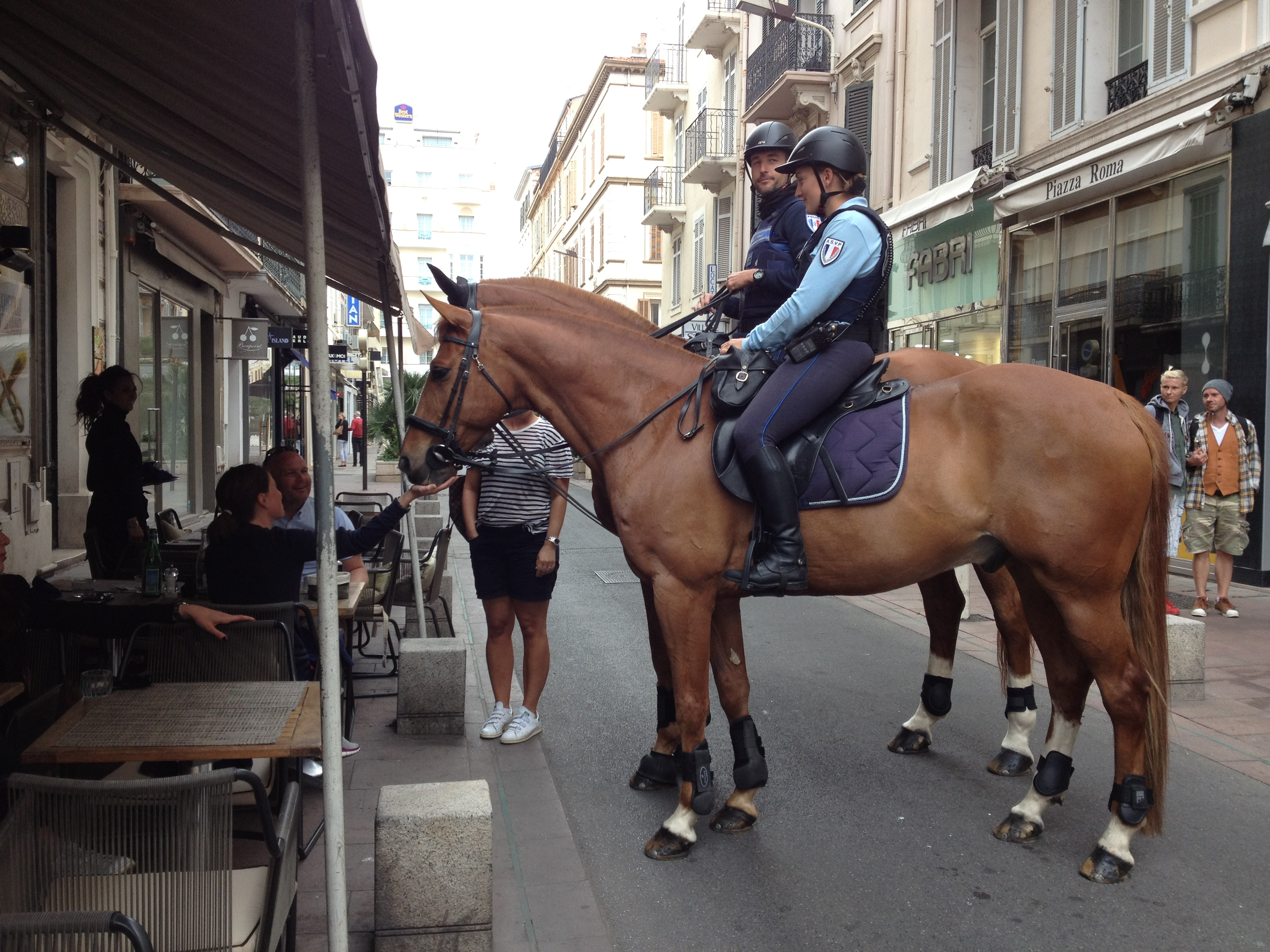
Franska ridande poliser i Cannes